# Paarden van San Marco

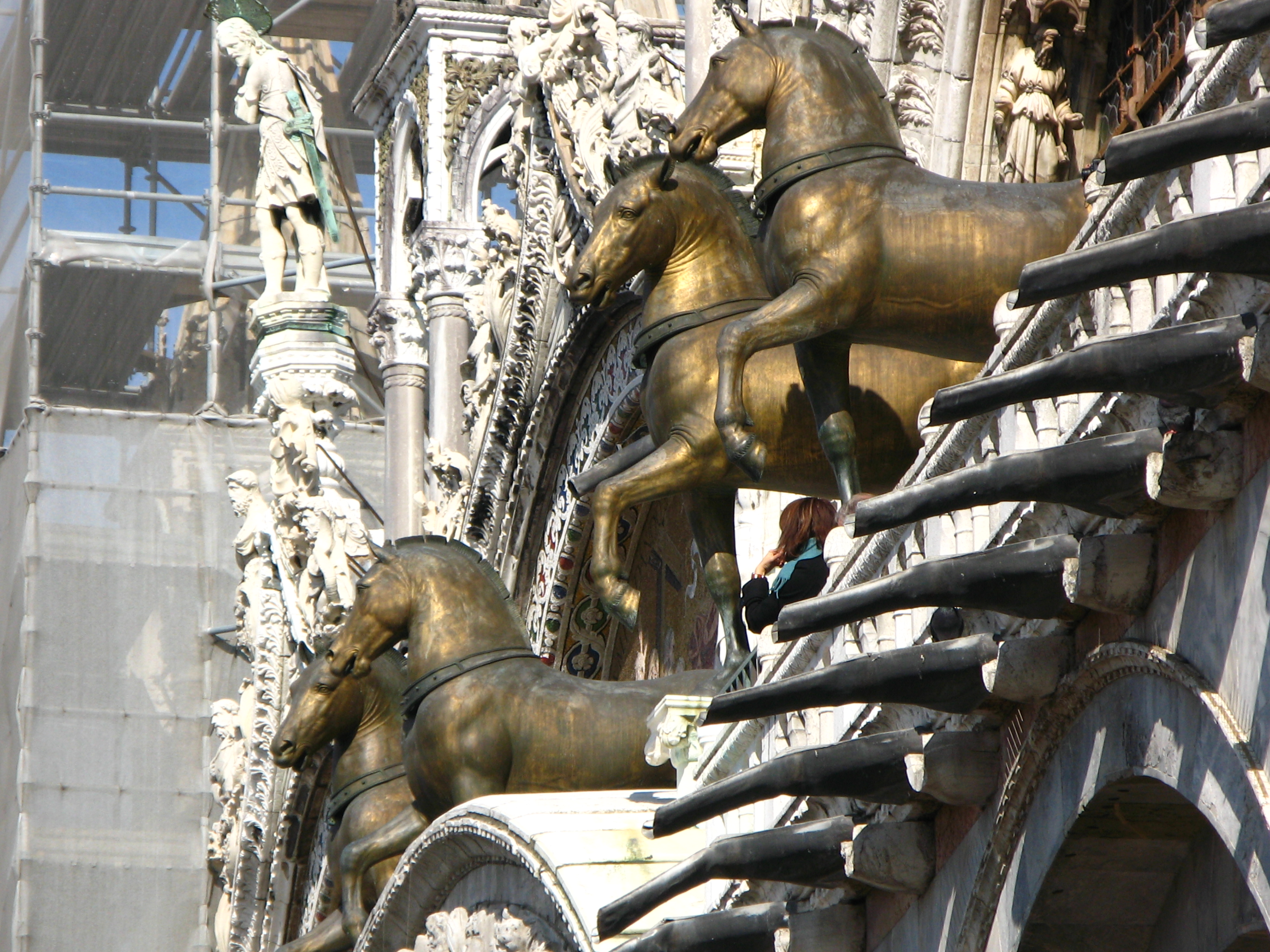
De paarden van de San Marco.

De Paarden van de Basiliek van San Marco vormen een bronzen vierspan op de Basiliek van San Marco in Venetië.
De herkomst en leeftijd van de beelden is niet met zekerheid vast te stellen, maar ze werden in ieder geval in de oudheid gemaakt. Mogelijk stonden ze oorspronkelijk op een triomfboog en werden ze later naar het Hippodroom van Constantinopel overgebracht. Tijdens de Vierde Kruistocht (1204) werden de paarden onder leiding van Enrico Dandolo uit Constantinopel gestolen en in 1254 op de gevel van de Basiliek van San Marco geplaatst. In 1797 werden de paarden na de inval van Napoleon meegenomen naar Parijs waar zij op de Arc de Triomphe  du Carrousel werden geplaatst om in 1815 weer teruggezet te worden op de San Marco. Doordat de beelden te lijden hadden van zure regen werden zij in 1980 vervangen door vier replica’s. De oorspronkelijke beelden zijn nu in de basiliek tentoongesteld.

## Afbeeldingen

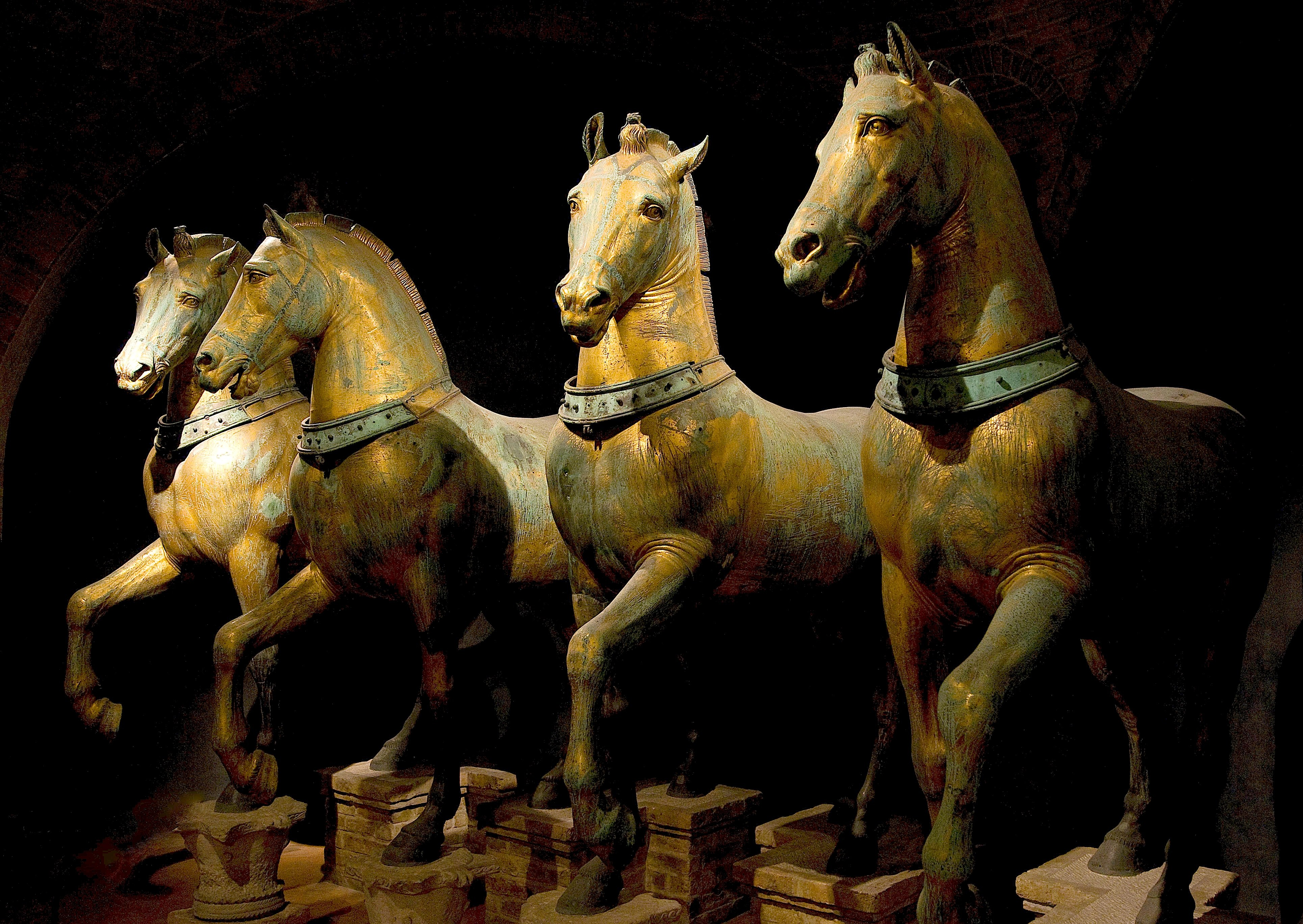
Originele paarden in de basiliek
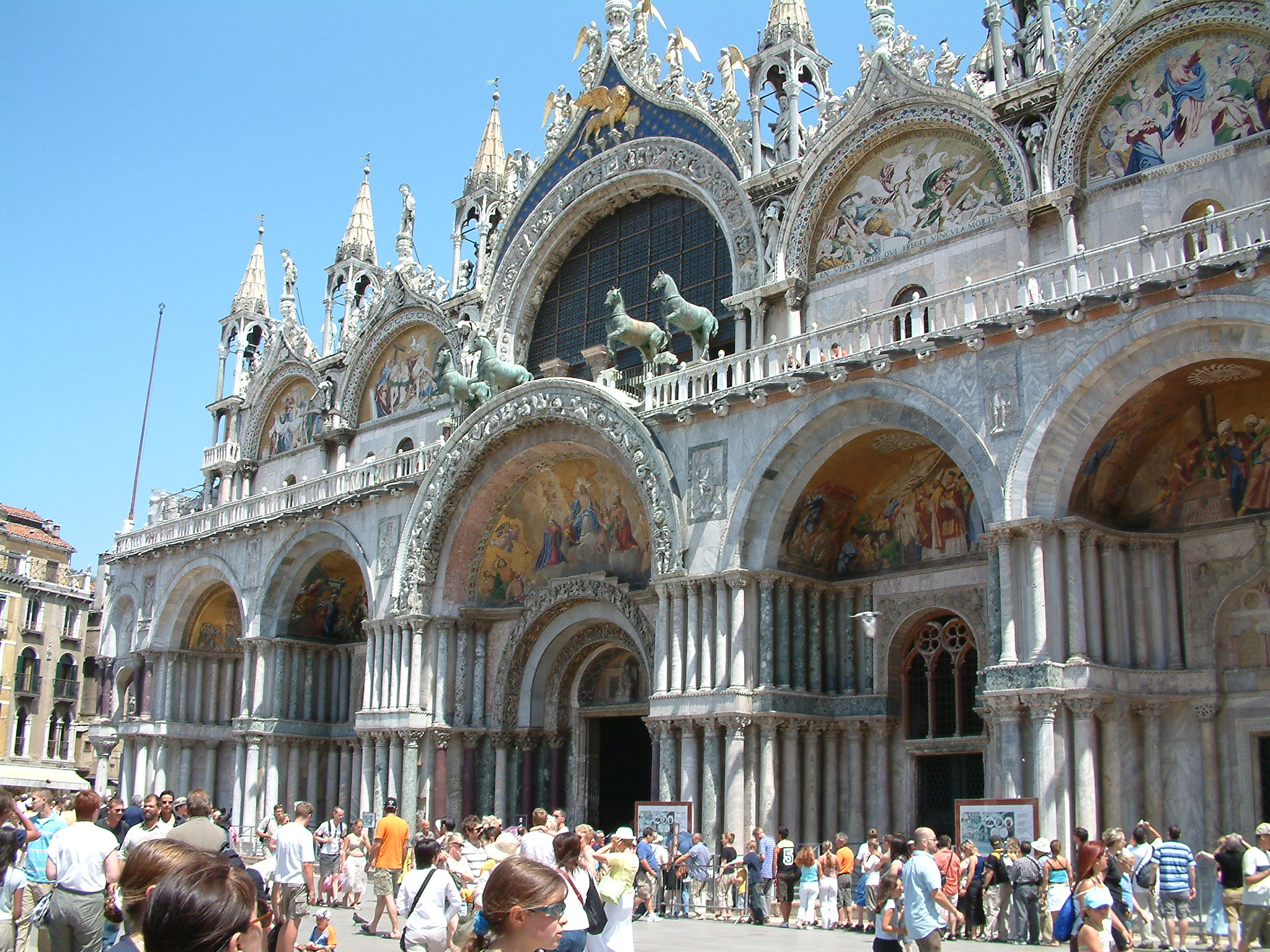
De paarden boven de entree
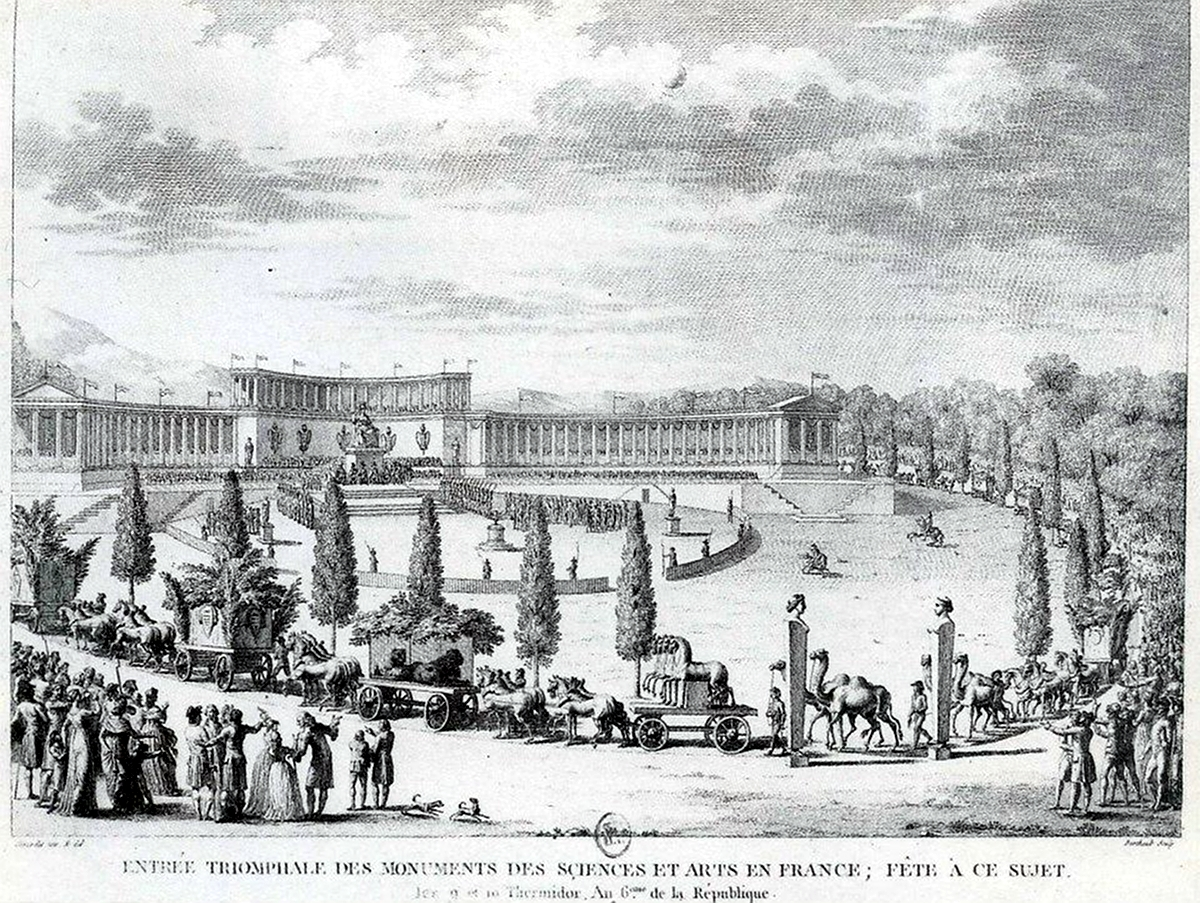
Triomftocht met onder andere de paarden in Parijs